# Премия «Давид ди Донателло» за лучший визаж
Премия «Давид ди Донателло» за лучший визаж (итал. David di Donatello per il miglior truccatore) — один из призов национальной итальянской кинопремии «Давид ди Донателло». Вручается ежегодно с 2008 года.

## Список лауреатов и номинантов

### 2000-е
- 2008
  - Джино Таманьини — Вице-короли
  - Мартинасс Коссу — Каким ты меня хочешь
  - Джанфранко Мекаччи — Тихий хаос
  - Фернанда Перес — Девушка у озера
  - Эсме Шьярони — Дни и облака

- 2009
  - Витторио Содано — Изумительный
  - Алессандро Бертолацци — Караваджо
  - Энрико Якопони — Бешеная кровь
  - Винченцо Мастрантонио — Две партии
  - Луиджи Роккетти — Демоны Санкт-Петербурга

- 2010
  - Франко Корридони — Побеждать
  - Джино Дзамприоли — Баария
  - Амель Бен Сольтане — Тот, кто придёт
  - Паола Гаттабрузи — Первое прекрасное
  - Луиджи Роккетти и Эржебет Форгач — Mi ricordo Anna Frank

### 2010-е
- 2011
  - Витторио Содано — Мы верили
  - Винченцо Мастрантонио — Мои друзья – Как всё начиналось
  - Лорелла де Росси — Горбачёв
  - Джанфранко Мекаччи — Страсть
  - Франческо Нарди и Маттео Сильви — Валланцаска — ангелы зла

- 2012
  - Луиза Абель — Где бы ты ни был
  - Манлио Роккетти — Все копы – ублюдки
  - Маурицио Фаццини — Берегись! Криптонит!
  - Эрманно Спера — Присутствие великолепия
  - Энрико Якопони — Роман о бойне

- 2013
  - Далия Колли — Реальность
  - Энрико Якопони — Да здравствует свобода
  - Энрико Якопони и Маурицио Нарди — Сибирское воспитание
  - Марио Мишьяти — Диас: Не вытирайте эту кровь
  - Луиджи Роккетти — Лучшее предложение

- 2014
  - Маурицио Сильви — Великая красота
  - Далия Колли — Мафия убивает только летом
  - Паола Гаттабрузи — Счастливые годы
  - Каролине Филлиппоннат — Цена человека
  - Эрманно Спера — Пристегните ремни